# Paracinipe rubripes
Paracinipe rubripes är en insektsart som beskrevs av Marius Descamps och Mounassif 1972. Paracinipe rubripes ingår i släktet Paracinipe och familjen Pamphagidae. Inga underarter finns listade i Catalogue of Life.